# William Wakefield Baum
William Wakefield Baum (ur. 21 listopada 1926 w Dallas, zm. 23 lipca 2015 w Waszyngtonie) – amerykański duchowny katolicki, arcybiskup Waszyngtonu w latach 1973 - 1980, wysoki urzędnik Kurii Rzymskiej, kardynał Kościoła rzymskokatolickiego.

## Życiorys
Studiował w Kenrick Seminary w St. Louis, 12 maja 1951 w Kansas City otrzymał święcenia kapłańskie. Kontynuował studia w Papieskim Athenaeum Angelicum w Rzymie (1956-1958). Pracował jako duszpasterz w Kansas City i wykładał w miejscowym Kolegium Św. Teresy, następnie wyjechał na uzupełniające studia do Rzymu. Po powrocie do USA nadal prowadził pracę duszpasterską, zajmował także ważne stanowiska w kurii diecezjalnej; był notariuszem trybunału biskupiego, inspektorem duchowieństwa i sekretarzem diecezjalnej komisji liturgicznej, wicekanclerzem (1962-1965) i kanclerzem (1967-1970) diecezji. Wziął udział w Soborze Watykańskim II w charakterze eksperta. W latach 1964–1967 pełnił funkcję sekretarza Komitetu Biskupów ds. Ekumenizmu przy Konferencji Biskupów Amerykańskich. Otrzymał tytuły nadzwyczajnego tajnego szambelana (1961) i prałata papieskiego (1968).
18 lutego 1970 został mianowany biskupem Springfield-Cape Girardeau (Missouri), sakry udzielił mu 6 kwietnia 1970 arcybiskup St. Louis kardynał John Carberry. W marcu 1973 Baum przeszedł na waszyngtońską stolicę arcybiskupią. Papież Paweł VI wyniósł go do godności kardynalskiej na konsystorzu 24 maja 1976, nadając tytuł prezbitera S. Croce in via Flaminia. Jako kardynał William Baum wziął udział w obu konklawe 1978.
W marcu 1980 złożył rezygnację z rządów archidiecezją waszyngtońską i przeszedł do pracy w Kurii Rzymskiej. Objął stanowisko prefekta Kongregacji Edukacji Katolickiej, zarazem został wielkim kanclerzem Papieskiego Uniwersytetu Gregoriańskiego w Rzymie (analogiczną funkcję pełnił w Papieskim Instytucie Archeologii Chrześcijańskiej). Wielokrotnie brał udział w sesjach Światowego Synodu Biskupów w Watykanie, a także sesjach plenarnych Kolegium Kardynalskiego. W kwietniu 1990 przeszedł na stanowisko Wielkiego Penitencjariusza w Trybunale Penitencjarii Apostolskiej (na czele Kongregacji Edukacji Katolickiej zastąpił go Pio Laghi); w listopadzie 2001, po osiągnięciu wieku emerytalnego (75 lat), przeszedł w stan spoczynku. Na funkcji Wielkiego Penitencjariusza jego następcą został inny kardynał amerykański James Stafford.
Był jednym z trzech kardynałów uprawnionych do udziału w konklawe po śmierci Jana Pawła II, wyniesionych do godności kardynalskiej jeszcze przez Pawła VI; pozostali to Joseph Ratzinger i Jaime Sin (kardynał Sin nie wziął udziału w konklawe ze względu na stan zdrowia).